# Princeton, Kansas
Princeton är en ort i Franklin County i Kansas. Orten har fått sitt namn efter Princeton, Illinois. Vid 2010 års folkräkning hade Princeton 277 invånare.